# Próspero Bisquertt Prado
Próspero Bisquertt Prado (né à Santiago du Chili le 8 juin 1881 - décédé à Santiago du Chili, le 15 mars 1959), est un des plus importants compositeurs chiliens du XXe siècle.

## Biographie
Avant de se consacrer de manière professionnelle à la musique, Bisquertt a fait des études d'ingénieur à l'Université du Chili. Il a également obtenu une certaine réputation comme peintre, exposant quelques-unes de ses toiles au Salon de Santiago du Chili. Après avoir obtenu son diplôme, il est devenu fonctionnaire de la Dirección General de Impuestos Internos, institution où il a travaillé entre les années 1913 et 1923.
Próspero Bisquertt n'a pas suivi un enseignement musical académique, mais s'est formé de manière autodidacte. Sa première incursion publique dans le domaine de la musique a été la création de son opéra Sayeda en 1929. Il a obtenu un tel succès, que le gouvernement lui a attribué une pension, pour qu'il puisse perfectionner ses connaissances et qu'il puisse promouvoir ses créations dans tout le pays.
Il a été un des fondateurs de l'« Asociación Nacional de Compositores », créée en 1936. Ses compositions couvrent un grand nombre de genres musicaux. Il a obtenu le prix national d'Art du Chili en 1954.

## Œuvres
Parmi les meilleures œuvres du compositeur, on trouve "Primavera Helénica" et "Taberna al amanecer". D'autre part, il a composé l'actuel hymne de l'École Militaire « Libertador General Bernardo O'Higgins », sur un texte du poète Samuel Lillo (es). Il est aussi l'auteur de l'hymne de l'« Escuela de Artes Y Oficios », actuellement Université de Santiago du Chili et de la musique de l'Hymne de l'« Escuela de Artes y Oficios y Colegio de Ingenieros José Miguel Carrera », actuellement Universidad Técnica Federico Santa María (es)), sur des paroles du poète Alejandro Galaz.

## Source
- (es) Cet article est partiellement ou en totalité issu de l’article de Wikipédia en espagnol intitulé « Próspero Bisquertt Prado » (voir la liste des auteurs).